# Nihonga

Kanō Hōgai, 1888. Hibō kannon (Avalokitesvara - mère de miséricorde). 1888.. Encre, couleurs et or sur soie. Université des arts de Tokyo

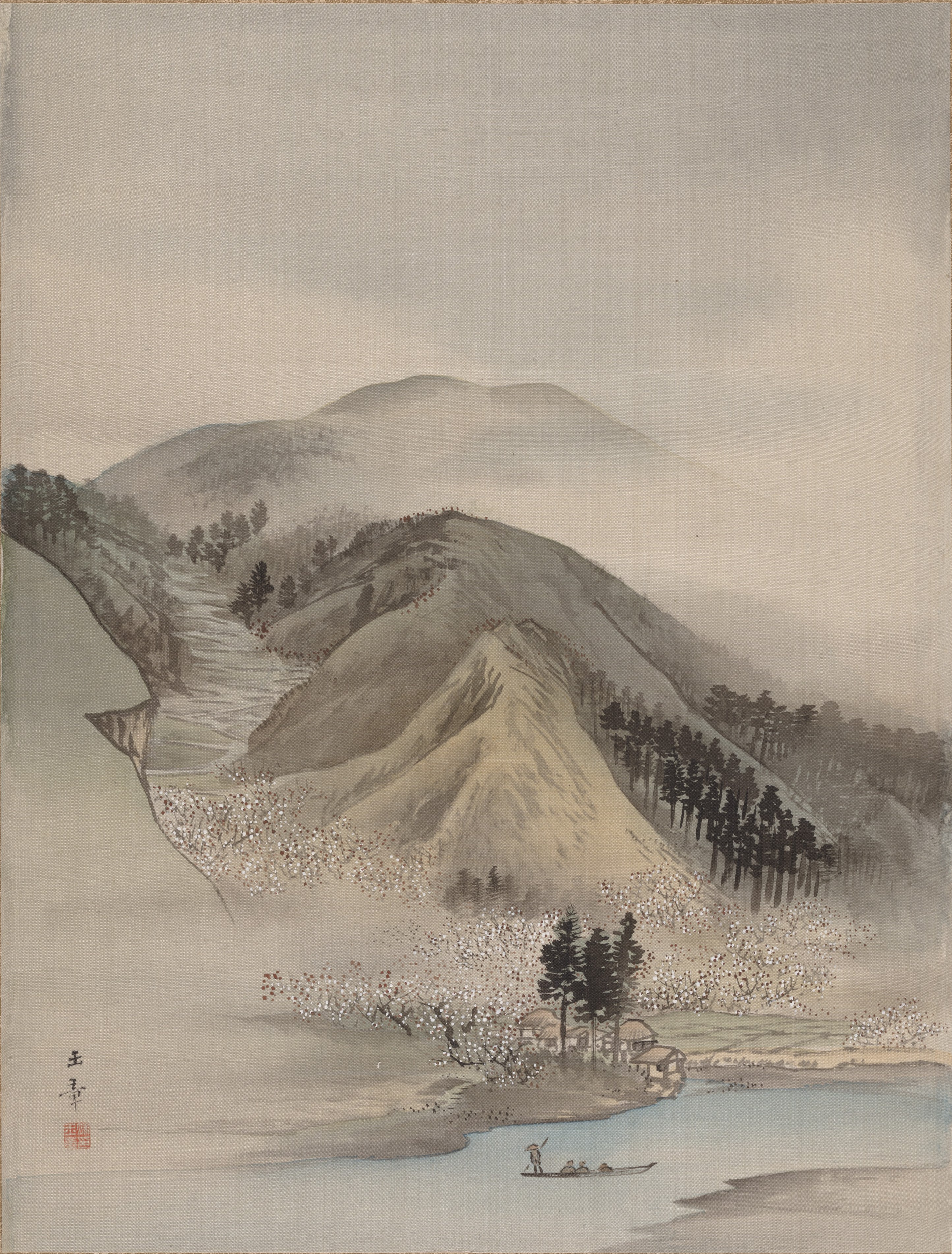
Kawabata Gyokushō. Fin 19e. Feuille d'album. Encre et couleurs sur soie.. New York, Metropolitan Museum of Art

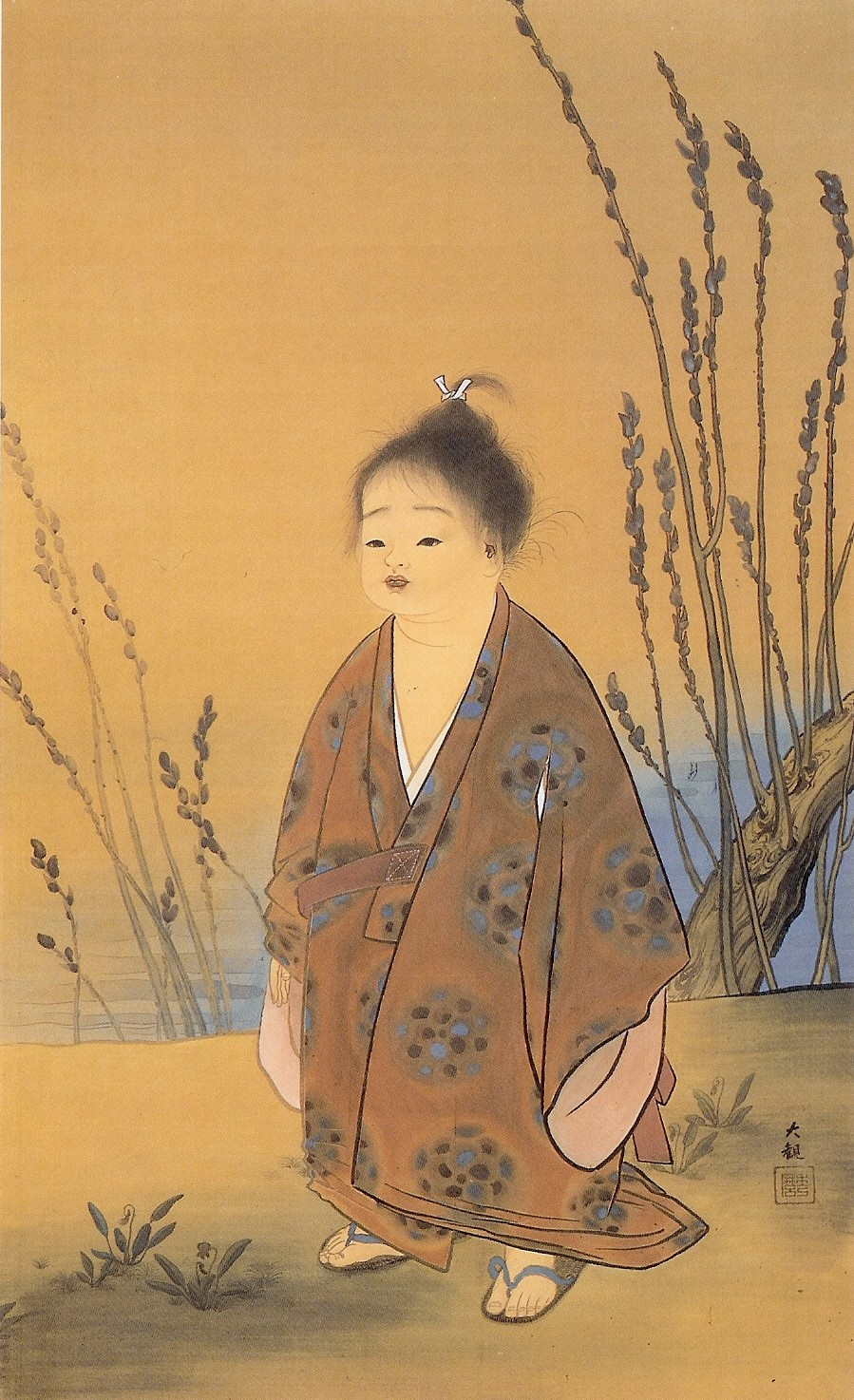
Yokoyama Taikan. Muga. 1897. Rouleau suspendu, couleurs sur soie,. Musée national de Tokyo

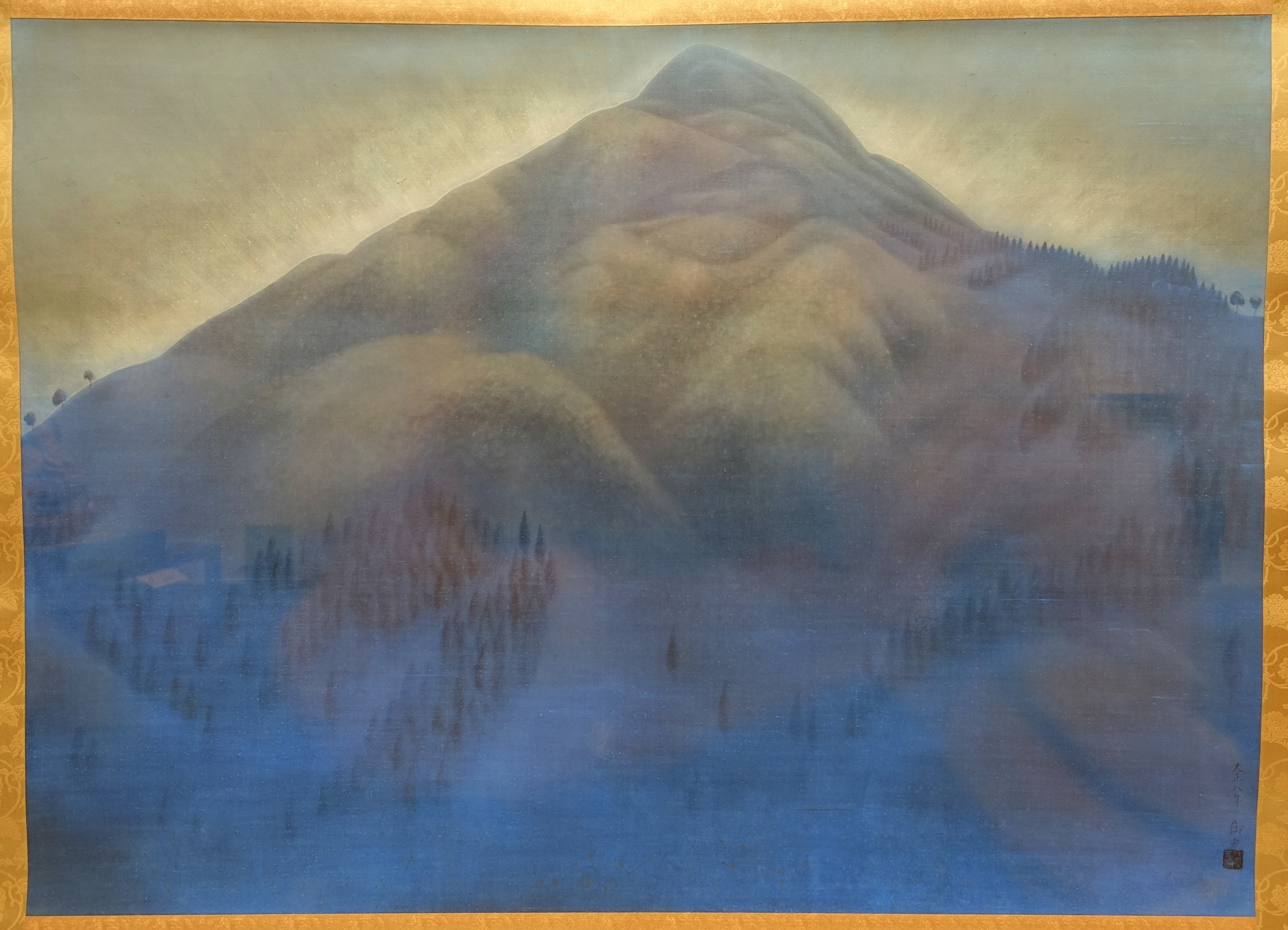
Gyoshū Hayami, 1920. Mont Hiei. Couleurs sur soie. Musée national de Tokyo

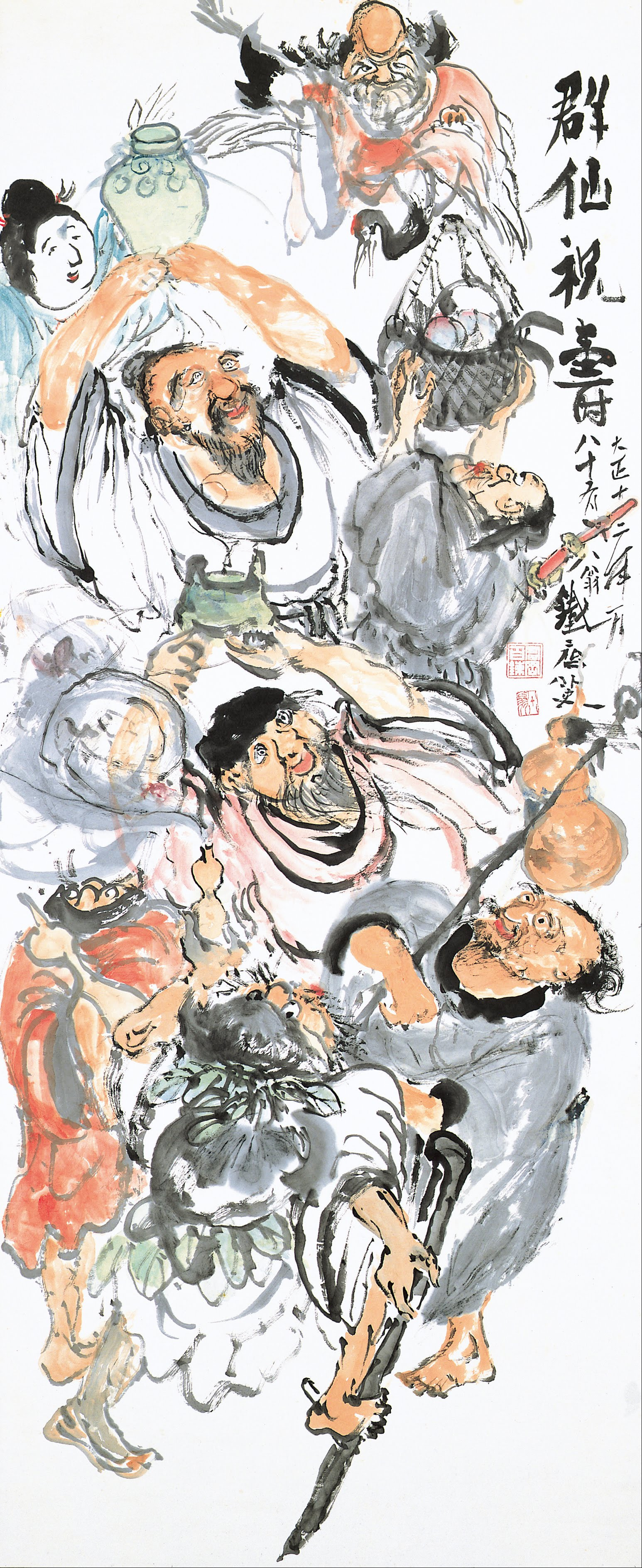
Tomioka Tessai, 1923. Immortels taoïstes fêtant la Longévité. Rouleau suspendu, couleurs sur papier, H. 133 cm. Musée d'Art Adachi

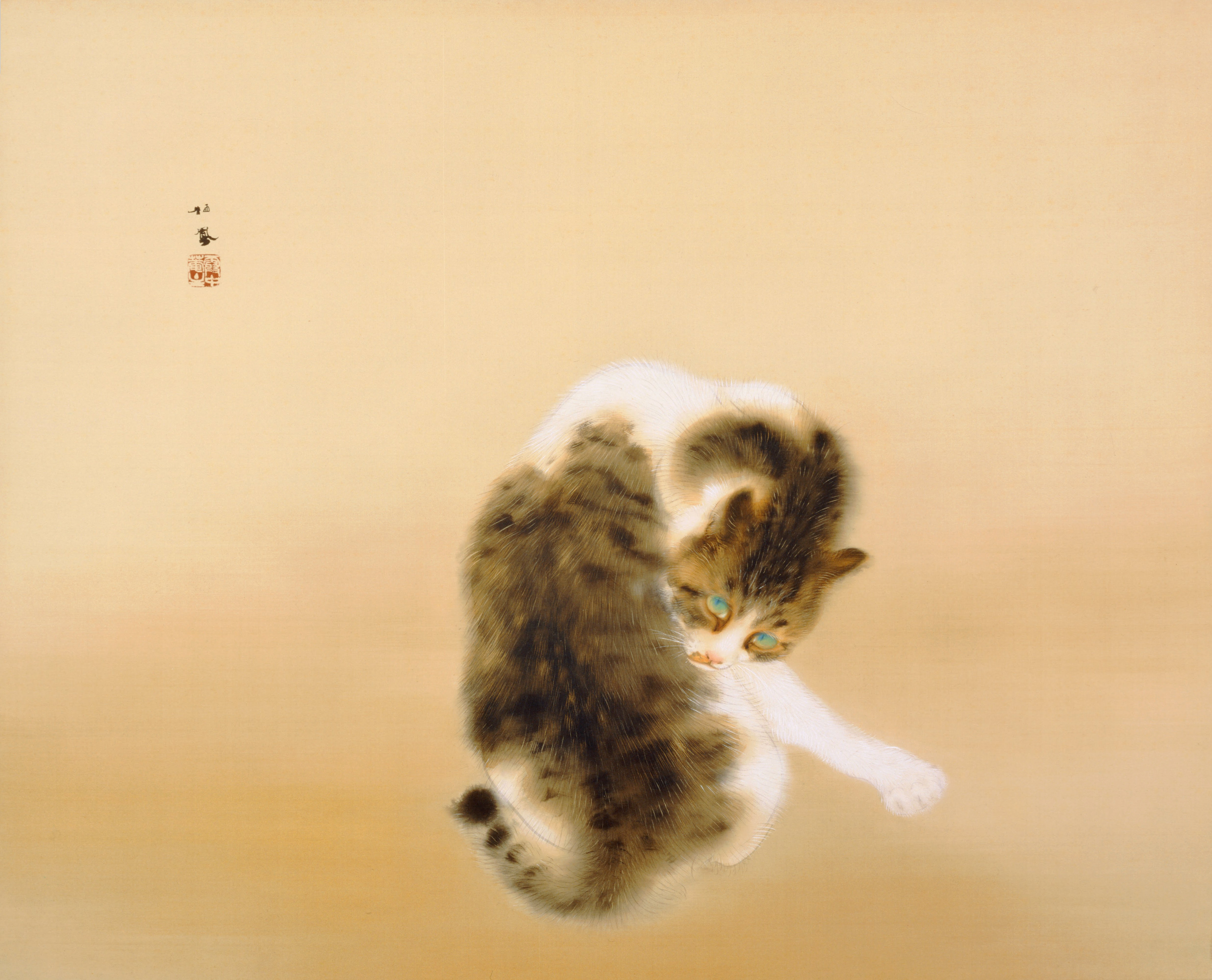
Takeuchi Seihō, 1924. Chat tigré. Couleurs sur soie, 81.9 cm × 101.6 cm

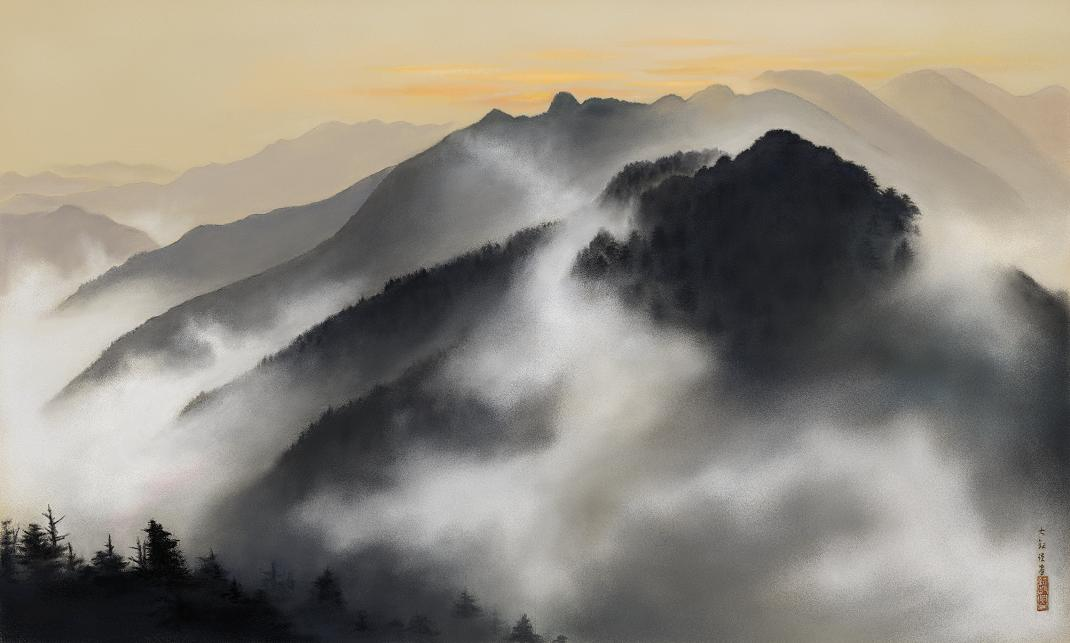
Yokoyama Taikan, 1928. Aube printanière sur les sommets sacrés de Chichibu. Encre et couleurs sur soie.

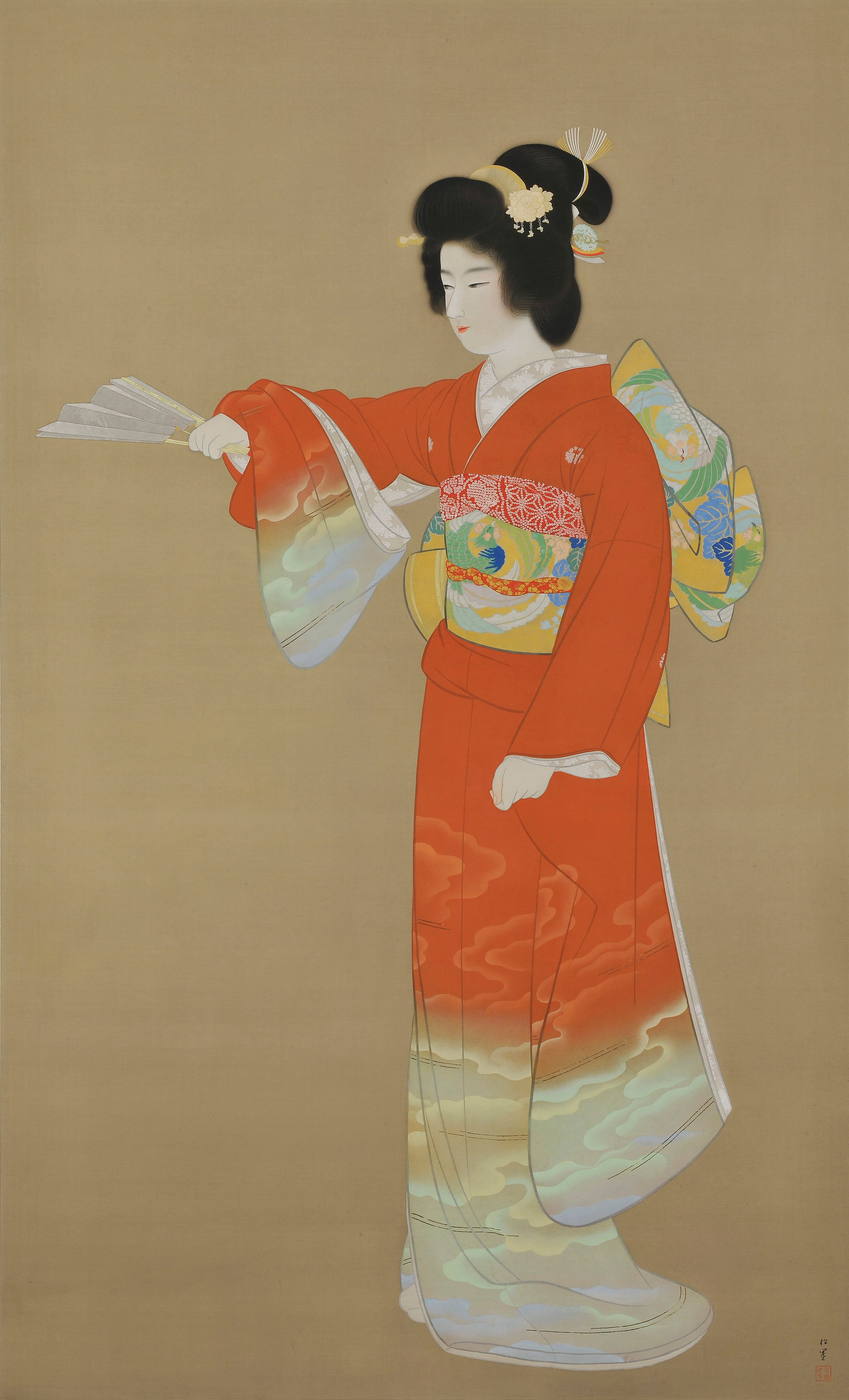
Uemura Shōen, 1936. Prélude d'une danse nô. Couleurs sur soie, 91.7 cm x 55.6 cm

Le terme nihonga (日本画), ou nihon-ga, signifie littéralement « peinture (ga) japonaise (nihon) ». C'est un mouvement artistique japonais qui apparait dans les années 1880, au cours de l'ère Meiji. Sous ce nom sont réunies des peintures apparues depuis la fin du XIXe siècle, réalisées selon les conventions, les techniques et les matériaux de la peinture japonaise « traditionnelle ». Leur apparition a été stimulée par les recherches du premier historien de l'art japonais, Okakura Kakuzō (Tenshin) (auteur de Le Livre du thé en 1906) et de peintres japonais, en collaboration avec Ernest Fenollosa, un universitaire américain, lui-même japonologue.
Ces peintures japonaises, depuis les années 1880, ont été réalisées conformément aux conventions, techniques et matériaux artistiques japonais traditionnels, mais avec quelques innovations, tout de même. Bien que reposant sur des traditions millénaires, le terme a été inventé pendant l'ère Meiji, afin de distinguer de telles œuvres des peintures de style occidental, ou yōga (画) qui étaient devenues à la mode, au Japon. Mais quelques emprunts à cette peinture étrangère ont bien été pensés, dès l'origine, par de jeunes intellectuels et artistes japonais, dans un dialogue constant avec un occidental passionné, Ernest Fenollosa.

## L'émergence du conceptnihongaau tournant duXIXeauXXesiècle

### Présentation
Le mot nihonga signifiant « peinture japonaise », il pourrait qualifier toute peinture faite au Japon. Mais son acception aujourd'hui la plus courante désigne un mouvement précis apparu à Kyôto dans les dernières années du XIXe siècle. Les écoles de peinture reconnues par ce mouvement sont : yamato-e (style classique japonais apparu à l'époque de Heian, vers le IXe siècle), nanga (héritière, au Japon, de la peinture de l'École du Sud chinoise) et Maruyama Ôkyo-ha (à partir du XVIIIe siècle, basée sur le dessin d'après nature). Maruyama Ōkyo (1733-1795) intégrait déjà des éléments du naturalisme chinois (Shen Quan, à Nagasaki en 1731-33) et occidental, peut-être en référence aux planches de botanique et zoologie, et par l'usage de la camera obscura adaptée au Japon, donc de la perspective et enfin, de l'ombre. Pour ce mouvement, la peinture ne consistait pas à reproduire des formes anciennes mais à leur intégrer des éléments de l'art occidental dans un esprit bien caractéristique propre à l'ère Meiji.

### Bijutsu. «Beaux-Arts»: expositions universelles 1873 - 1900
La notion occidentale de « beaux-arts », comme elle se construit au XVIIIe siècle en relation à la classification kantienne, n'existait pas au Japon. Le néologisme bijutsu est donc créé, pour la circonstance, à l'occasion de la première Exposition universelle à laquelle le Japon participe, à Vienne en 1873. Il n'y avait pas, auparavant, de découpage hiérarchique, entre art noble et art manufacturier, quoique la tradition lettrée, qui avait une influence certaine au Japon, ainsi que les arts de divertissement comme la calligraphie, la peinture et la musique, aient eu un statut particulier. Cette réoganisation conceptuelle amena les autorités à écarter certains genres des salons officiels de peinture : comme la peinture satirique, l'imagerie populaire d'Ōtsu ou la peinture érotique. Des débats s'ensuivront jusqu'à l'exposition universelle de 1900 à Paris où le Japon parviendra à faire accepter ses peintures dans la section des beaux-arts et non dans les arts décoratifs ; ces derniers étaient qualifiés du terme kogei (des idéogrammes « fabrication » et « métier »). En revanche, la sculpture, traditionnellement décorative ou religieuse, et qui était pratiquée par des artisans, entre dans la section des beaux-arts. C'est dans le mouvement associé à ces débats que l'enseignement artistique mis en place par le gouvernement japonais, d'abord en 1876 puis en 1889, va se concevoir et se repenser rapidement sur des bases infléchies par le nouveau contexte de l'occidentalisation sur le fond des références confucéennes chinoises et les traditions de l'ancien Japon.
En parallèle, le japonisme, dont le centre est à Paris, occupe une place majeure dans l'évolution des arts en Occident. Ainsi le Japon participe aussi à l'Exposition universelle de 1878 à Paris. À cette occasion les européens découvrent la céramique japonaise utilisée pour la cérémonie du thé et cela eut une influence encore peu mesurée à côté des effets bien repérés des estampes sur les peintres et graveurs, mais aussi sur les arts décoratifs et l'artisanat.

### Trésors artistiques du Japon: Ernest Fenollosa, 1882
Face à cette influence croissante de la culture occidentale au cours de l'ère Meiji (1868-1912), un mouvement prend forme au début des années 1880 autour d'Ernest Fenollosa. Dès son arrivée au Japon en 1878, celui-ci est initié par le peintre Kanō Eitoku à « l'étude de la peinture ancienne et aux méthodes de l'expertise ». Il est présenté au peintre de l'école Kanō Tomonobu (en), qui devient son ami et qui lui fait rencontrer, en 1885, deux autres artistes de l'école Kanō, Kanō Hogai, encore peu connu au Japon, et Hashimoto Gaghō. Plus il découvre le Japon plus il est convaincu que la décision du gouvernement Meiji de promouvoir l'étude de la peinture occidentale à l'huile est injustifiée  et que ce phénomène devrait être inversé.
Son exposé, le 14 mai 1882, La vérité des Beaux-Arts (The truth of Fine Arts / Bijutsu shinsetsu) sera publié, traduit et largement salué comme le tournant dans la renaissance de l'art traditionnel japonais. Avec son élève en philosophie, Okakura Kakuzō (Okakura Tenshin) (1862-1913), ils tentent ainsi de défendre l'art traditionnel nippon ; le terme nihonga est créé à la fin du XIXe siècle dans ce but, et il s'oppose à celui de yōga (洋画) qui désigne la peinture de style occidental.
Avec son disciple Okakura, Fenollosa participa à la commission chargée de faire l’inventaire des trésors des temples et sanctuaires du Japon. Néanmoins, il faut souligner que tout ce qui était antérieur à l'arrivée de l'art continental (VIIe – VIIIe siècle) n'avait aucune valeur à leurs yeux et ne pouvait avoir été réalisé par des japonais.

### Écoles et Institut des beaux-arts: 1876, 1889, 1898
Afin de reconsidérer l'art national à la mesure de la modernité occidentale l'université des beaux-arts de Tokyo est fondée en 1887 grâce à l'initiative de deux jeunes fonctionnaires du ministère de l'Éducation, Kuki Ryûichi et Okakura Kakuzo (dit Tenshin)  après leur rencontre avec Fenollosa et une mission en Europe de Fenollosa et Tenshin aux États-Unis pour y étudier les méthodes d'enseignement artistique. La même année Ryûichi, Tenshin et Takahashi Kenzô lancent la revue Kokka (Fleurs de la nation), première revue d'histoire de l'art au Japon qui présente aussi les artistes contemporains qui s'inscrivent dans le prolongement du mouvement nihonga.
L'histoire de la création de cette école est révélatrice des enjeux qui la fondent. Une première École des beaux-arts (Kôbu bijutsu gakkô) est fondée en 1876 par le ministère des Travaux Publics, afin de « parfaire les métiers de l'industrie en appliquant au savoir-faire traditionnel les techniques modernes de l'Europe » avec un enseignement (en français par des professeurs italiens) de la peinture, de la sculpture et de l'architecture. Cette école ferme en 1883. Une nouvelle école est fondée par le gouvernement en 1887. Okakura Kakuzō (Tenshin), jeune érudit et fonctionnaire au ministère de l'Éducation, en devient le directeur l'année suivante  mais elle est ouverte aux étudiants seulement deux ans après sa fondation, en 1889. Cette nouvelle école des Beaux-Arts doit transmettre la pratique des arts « traditionnels », toujours sans la calligraphie, mais incluant les arts décoratifs, et excluant l'architecture, transférée à l'université impériale, avec un enseignement essentiellement technique.
Avec la création de cette École des Beaux-Arts de Tôkyô, il s'agit de faire entrer l'art national japonais dans la catégorie occidentale des beaux-arts et non le contraire. Ce qui nécessite de remanier les critères qui permettaient, traditionnellement de valoriser la céramique, le laque, les okimono et surtout la calligraphie japonaise. Dans l'esprit de ces novateurs, est jugé « art majeur » ce qui, dans une perspective hégélienne, serait fait pour hisser l'esprit vers le domaine du sublime. Et la revue Kokka sélectionne ainsi dans le patrimoine la peinture et la sculpture bouddhique, la peinture de paysage à l'encre dans le style des lettrés chinois, les rouleaux narratifs et les sujets de fleurs et d'animaux. La « nouvelle peinture japonaise », shin-nihonga est donc issue de ce remaniement : la peinture yô-ga, à l'occidentale (huile sur toile, aquarelle, etc.), en est évidemment écartée, mais aussi l' ukiyo-e, considéré comme art de divertissement et la peinture sur fond d'or ou d'argent, jugée trop décorative. Or, si l'école Kanō est bien la référence centrale, celle-ci intègre des éléments occidentaux, de même Tenshin s'inspire largement, pour l'élaboration de son programme, de la première tentative de synthèse de l'art extrême-oriental et occidental faite par Maruyama Ōkyo (le style dit Maruyama-Shijô).
À partir de 1894 l'enseignement de la peinture se répartit en trois ateliers, correspondant à trois grands courants historiques : Kanô, Maruyama-Shijô et Yamato-e. La peinture lettrée est alors exclue au même titre que l'ukiyo-e. Cette orientation se fonde sur les recherches de Okakura Tenshin en histoire de l'art dans l'idée de produire une peinture moderne néo-classique, dont Kanō Hōgai (1828-1888) avait été l'un des meilleurs représentant. Ce n'est qu'en 1896 qu'une section de technique de peinture occidentale fut ajoutée au cursus.
En 1898, un conflit personnel avec Kuki Ryûichi amène Tenshin à démissionner. Mais il fonde, quelques mois plus tard, l'Institut des Beaux-Arts du Japon (Nihon bijutsu-in, ou mouvement Inten) avec dix-sept enseignants de l'École des Beaux-Arts, dont Hashimoto Gaghō, Shimomura Kanzan, Yokohama Taikan et Hishida Shunsō.
En termes de critères, l'Histoire de l'art du Japon, publiée d'abord en France en 1900, avant de l'être au Japon, retient, essentiellement « la pureté et l'ingénuité », valeurs fondées sur « l'impression produite par la nature » au Japon.

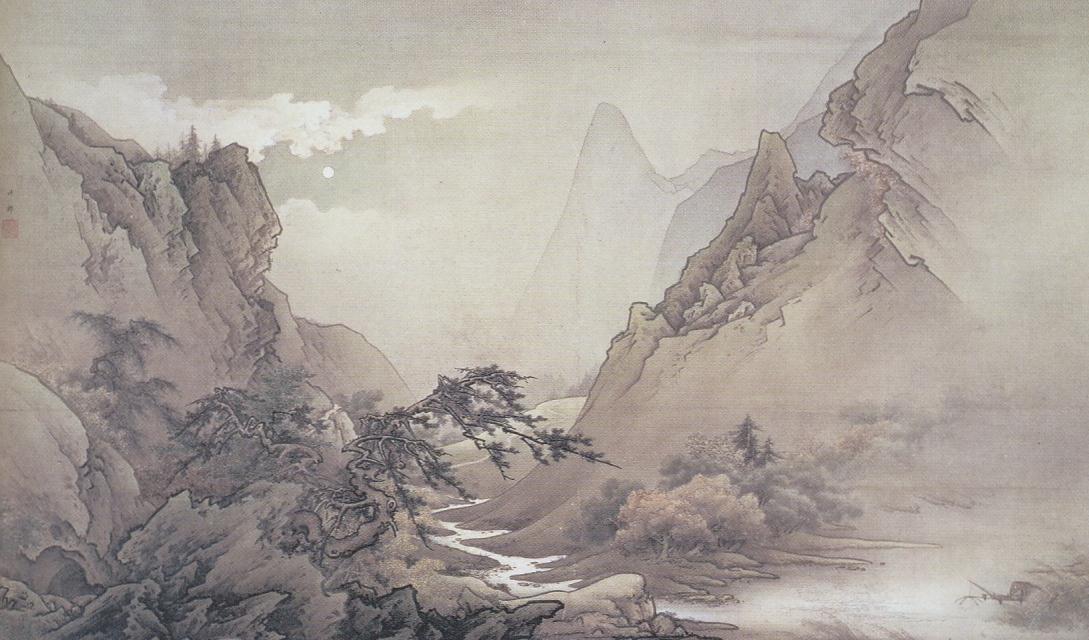
Hashimoto Gahō, 1889. Paysage au clair de lune. Encre et couleurs sur papier,.
The University Art Museum-Tokyo University of the Arts

## Première vague d'artistesnihonga(1885-1913)
Okakura Kakuzō (Tenshin) fit le choix de se tourner, en priorité, vers Kanō Hōgai (1828-1888), héritier de l'école Kano. Paradoxalement l'œuvre de ce peintre est caractérisé par un style éclectique car il a été initié à l'école Tosa et que, d'autre part, si l'on étudie sa peinture L'impératrice Jingū (Jingû kôgo, paravent à 6 feuilles, v. 1850) il rend les personnages selon les conventions de la peinture yamato-e. Il a reçu des cours d'un ami de son père, peintre de l'école nanga, comme le prouve Vue réelle de la barrière (Kanmonshinkei, v. 1850). C'est un maître âgé et célébré, en 1885, lorsqu'il rencontre Fenellosa. Celui-ci lui offre un traitement et l'occasion d'expérimenter librement les techniques traditionnelles du pinceau et les concepts associés avec la peinture occidentale, comme la perspective et l'ombre. C'est une période de création exceptionnelle pour Kanō Hōgai, jusqu'à sa disparition en 1888.
Tenshin recrute, pour l'École des Beaux-Arts, Kose Shoseki (atelier de peinture yamato), Hashimoto Gahō (1835-1908) (atelier de peinture Kanō) et Kawabata Gyōkushō (1842-1913) (histoire japonaise et atelier de peinture Maruyama-Shijō). Isabelle Charrier repère plusieurs traits caractéristiques de cette nouvelle orientation. Une tendance à la conceptualisation, comme dans la peinture de Yokoyama Taikan, Muga, où il s'agit de trouver une image qui puisse évoquer le satori ; la tendance au réalisme dans le choix des sujets pris dans la vie quotidienne, ou naturalisme dans le traitement plus ou moins détaillé du visible (Yokoyama Taikan et Hishida Shunsō) ; la référence à l'histoire et à la littérature (Hishida Shunsō et Shimomura Kanzan) ; le choix de la peinture religieuse (Shimomura Kanzan) ; l'adoption de certains procédés occidentaux, comme la perspective linéaire (Yokohama Taikan et Hishida Shunsō) et la transposition des effets de clair-obscur sur les couleurs dans la peinture à l'huile (Hishida Shunsō).

## Prolongements auxXXeetXXIesiècles
La renommée de cette technique picturale devient alors internationale. Okakura Kakuzō (Tenshin), à partir de 1904, et Ernest Fenollosa, conservateur du département d'art oriental au musée des beaux-arts de Boston en 1890 et de retour aux États-Unis en 1900, introduisent des œuvres majeures de la peinture japonaise sur la scène américaine. Le Metropolitan Museum of Art de New York ainsi que la Freer Gallery au sein du Smithsonian Museum à Washington acquièrent progressivement des collections importantes. En 1931 a lieu une exposition à Berlin.
Aux alentours de 1900, deux anciens étudiants de Okakura Tenshin, Yokoyama Taikan (1868-1958) et Hishida Shunsō (1874-1911) créent un style nihon-ga particulier, sans trait de contour, et en tant que professeurs, à leur tour, ils nomment leur procédé môrôtai. En 1901 le groupe Kôjikai, fondé par Yasuda Yukihiko (1884-1978), Imamura Shikō (1880-1916) et quelques autres, joue également un rôle important dans la peinture nihon-ga et accueille Kobayashi Kokei (1883-1957) et Maeda Seison (1885-1977). Ce groupe se dissout en 1913. La plupart rejoignent le mouvement Inten (L'Institut des Beaux-Arts du Japon).
À l'Institut des Beaux-Arts, plusieurs artistes dans la génération qui fait suite à Okakura Tenshin, dont Gyoshū Hayami (1894-1935) et Seison Maeda (1885-1977) ont intégré une part importante de la tradition de l'école Rinpa et ils ont même dépassé des artistes Rinpa tardif comme Sakai Hōitsu (1761-1829), Kiitsu (1796-1858) et Suzuki Koson (1860–1919) dans la précision du détail quasi compulsive.
Au cours de l'ère Taishō (1912-1926), avec la disparition de Okakura Tenshin en 1913, le mouvement Inten périclite. En 1914, Yokohama Taikan donne une nouvelle impulsion à ce mouvement avec des expositions régulières. Il a l'appui de Shimomura Kanzan (1873-1930) et, avec de nombreux peintres, participe à cette nouvelle génération de peintres nihonga. À la fin des années 1930 il a défendu avec vigueur une idéologie du spiritualisme nationaliste japonais.
Au XXe siècle, une nouvelle génération de peintres nihonga contribue à perpétuer cet art : Togyū Okumura (1889-1990), Kaii Higashiyama (1908-1999), Kayama Matazo (1927-2004) et Ikuo Hirayama (1930-2009).
Aujourd'hui, la peinture nihonga recherche davantage un renouvèlement par une alliance entre la tradition millénaire japonaise et l'abstraction des peintres occidentaux, notamment de l'école de New York. Ce courant est notamment représenté par Norihiko Saito (1957-), Yuzo Ono, Chen Wenguang (d'origine chinoise, peintures 1990-2007), Masamichi Kotaki (1961-), Makoto Fujimura (en) (1960- ), Hiroshi Senju (1958- ), Asami Yoshiga, Masatake Kouzaki.

## Technique
Les manuels, autour de 1890, qui mirent en application la pensée de Fenollosa et de Tenshin établissent les choix qui s'imposent au peintre nihonga :

### Le procédé
Le peintre se sert d'encre pour tracer les contours (sen) avant d'appliquer les couleurs (nôtan).
Le procédé est celui d'une peinture à l'eau et fait appel à des matériaux entièrement naturels : bois, papier, roche, sable, os. Il partage ainsi ses origines avec la technique de la fresque, puisqu'il procède à la base des mêmes pigments naturels, d'oxydes de métaux et de terre broyée ou de coquillages. Mais les pigments sont additionnés avec de la colle animale. Par ailleurs, les métaux, l’or, l’argent et le platine sont utilisés, en feuilles ou sous d'autres formes plus fragmentées jusqu'à l'état de poudre. Il en est de même pour la préparation du support, un papier marouflé sur bois ou une soie tendue sur cadre. Chaque élément étant préparé par l’artiste contribue donc à la réalisation d'une œuvre originale.
Si les peintres de la Renaissance créent l’espace avec la perspective, les peintres japonais utilisent le yohaku, ou zones vides. L'encre sumi crée par exemple des taches d'eau qui permettent au papier de boucler et à la couleur de se répandre, selon la technique Tarashikomi inventée par Tawaraya Sotatsu ; le rythme donné par ces taches agit visuellement pour bloquer le mouvement et permettre aux pigments de tomber naturellement.

### Matériaux

#### Couleurs
Les pigments de la peinture japonaise sont fabriqués à partir des minéraux naturels, d'ossements d'animaux et de  végétaux. En voici quelques-uns :
- le blanc est obtenu à partir de coquillages concassés (gofun) ;
- les substances minérales sont très utilisées : le bleu est tiré de l'azurite (gunjô) et le lapis-lazuli ( ruri, bleu d'outremer) ; le vert-de-gris est de la malachite, minéral de cuivre translucide de couleur verte, vert jaune à vert noir ; la tourmaline (denkiseki) donne un noir, la turquoise donne un bleu turquoise
- les terres : l'ocre (ôdo), une roche ferrique permet la production de pigments jaune (ôdo),
- les pigments d'origine animale: le corail peut donner des rouges clairs ou roses (sango);  le carmin qui est extrait de la cochenille
- les pigments d'origine végétale comme le brun (saikachi) qui peut être extrait du février du Japon ;  ou le jaune (tôô), gomme-gutte, extrait d'arbres de la famille des Guttifères
- le rouge traditionnel est obtenu à partir du Cinabre (pigment), minerai de mercure[32]. Ces couleurs à base de mercure sont interdites à la vente en Europe - mais pas au Japon. Le vermillon naturel est remplacé par un minéral artificiel (produit depuis les années 1950) le vermillon artificiel

Il n'est pas rare que les artistes nihonga ajoutent à la peinture l'encre sumi, faite de résine de pin.

#### Colle
On utilisait beaucoup la gélatine pour fixer la couleur des peintures sur les fresques égyptiennes de l'Antiquité. La peinture japonaise emploie un procédé similaire par l'usage d'une colle ou gélatine appelée nikawa, faite à partir de la peau et des os d'animaux et de poissons ; c'est donc une peinture à la colle et cela ouvre la possibilité de travailler en épaisseurs, par superposition, ou par soustraction. Cette colle est un des éléments centraux de la peinture nihonga. En effet, selon le temps et la saison, la colle utilisée produit des réactions variée : si la colle est trop forte, les pigments deviennent ternes ; si elle est trop faible, ils n’adhèrent pas suffisamment à la surface. Les pigments sont donc mélangés à cette solution aqueuse de colle.

#### Papiers
Le papier est composé de fibres longues et résistantes pour faciliter l'adhésion des couleurs des minéraux. La qualité du support varie de la soie au papier marouflé fait main, âgé d'une dizaine d'années pour les plus fins, selon le degré d’absorption désiré. Un mélange d'alun, de colle et d'eau peut également être appliqué pour réduire l'absorption.
Le papier ( (ja) : washi) est décliné en fonction de ses composants. Les fibres de mûrier (Broussonetia papyrifera), kozo, constituent 90 % de la production. Les fibres de gampi  (Wikstroemia sikokiana ou Diplomorpha sikokiana) sont robustes mais aussi très coûteuses. Celles de mitsumata (Edgeworthia chrysantha) ont la qualité d'être répulsif contre les insectes. Le chanvre, asa, est aussi utilisé.
Le papier de type mashi, épais, contient 80% de fibres de chanvre et 20% de fibres de mûrier. Les papiers torinokoshi sont essentiellement en fibres de gampi ; ils sont robustes mais translucides et en raison de la rareté des arbustes en question ce papier sert essentiellement à la restauration des œuvres d'art. Il en existe quatre variétés. Le papier oohamashi ((en) : Mulberry Gampi) contient 80% de fibres de mûrier et 30% de fibres de gampi ; il possède une durabilité remarquable.

#### Autres supports
Pour compenser la fragilité du papier celui-ci peut être marouflé sur un panneau de bois par le chant en contact avec les bords de la feuille. On obtient, alors, une surface rigide. Le papier destiné à recevoir une peinture peut être monté sur les surfaces de papier préalablement superposées, tendues sur les cadres et lattis d'un paravent, byōbu, ou d'une porte coulissante, shoji.
Le bois, choisi pour qu'il ne se déforme pas sur le long terme, peut aussi servir de support. Ce type de peintures se rencontre sur panneau, ita-e, sur porte, tobira-e et sur ex-voto, ema.
La toile de chanvre a été utilisée et s'est conservée depuis l'époque de Nara (710-794); elle se conserve donc bien.
La soie, matière précieuse jusqu'à sa production industrielle (au Japon, fin XIXe siècle), devient le support le plus utilisé jusqu'en 1945 par les peintres nihonga.

## Proximités problématiques
Le parti-pris de séparer nettement peinture « japonaise » (nihonga) fondée sur l'encre et des pigments organiques et minéraux de la peinture dite « occidentale » à l'huile ou à l'aquarelle, souligne la position intermédiaire de certaines pratiques comme celle de Shibata Zeshin (1807-1891) artiste très célébré au Japon et qui est exposé à Vienne pour l'Exposition universelle de 1873, la première où le Japon est invité, mais aussi aux Expositions universelles de Philadelphie et de Paris. Cet artiste avait inventé un procédé de peinture à la laque qui se rapproche de la peinture à l'huile. Par ailleurs, Kawamura Kiyoo (1852-1934) pratique alors la peinture à l'huile sur soie et sur bois. Ces démarches qui mêlent les techniques et les styles caractérisent, pour une part, le goût éclectique de l'ère Meiji.

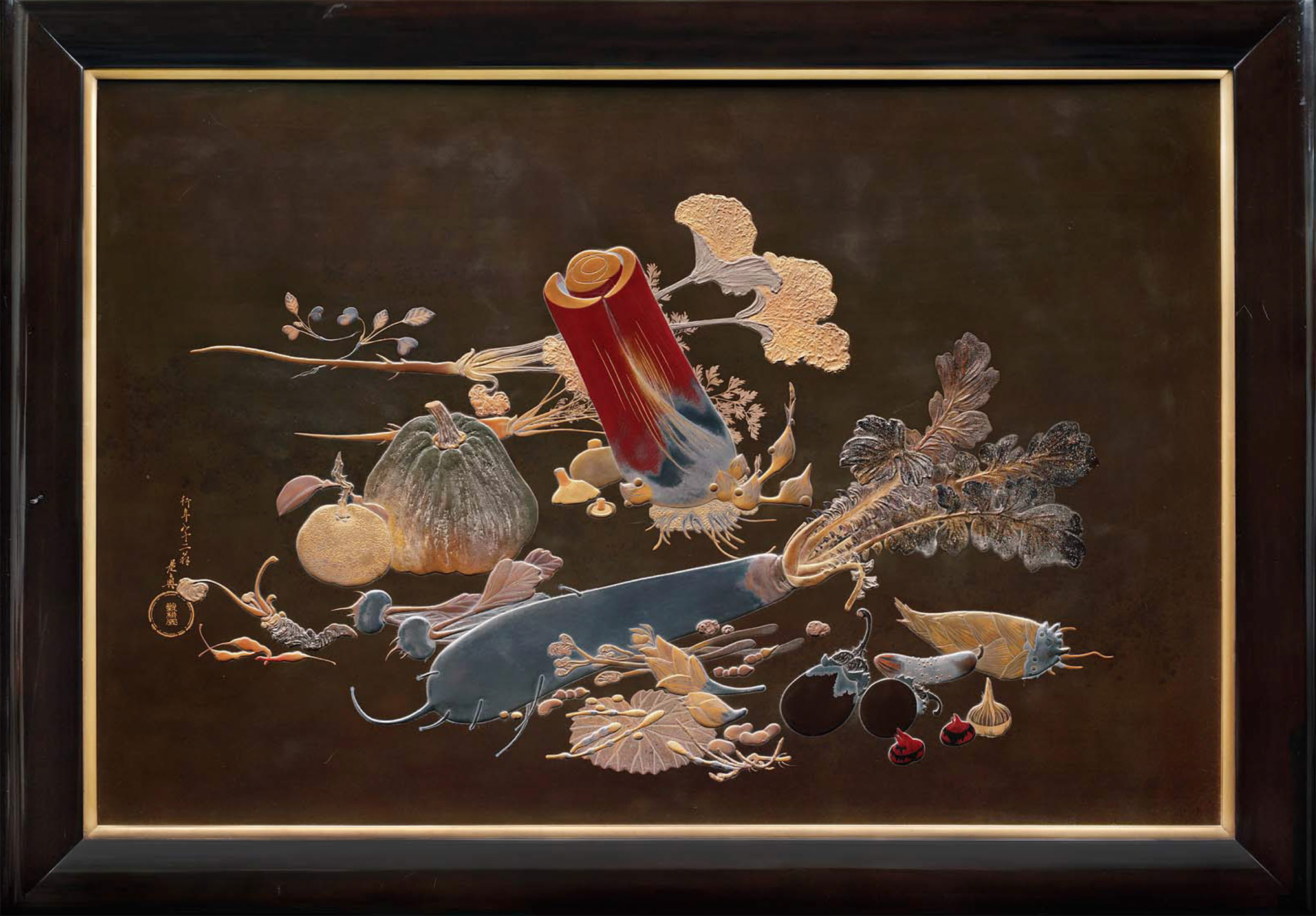
Shibata Zeshin. 1888. Plaque à décor de légumes. Bois laqué. Encadré: 75 x 106 x 4 cm. MFA Boston
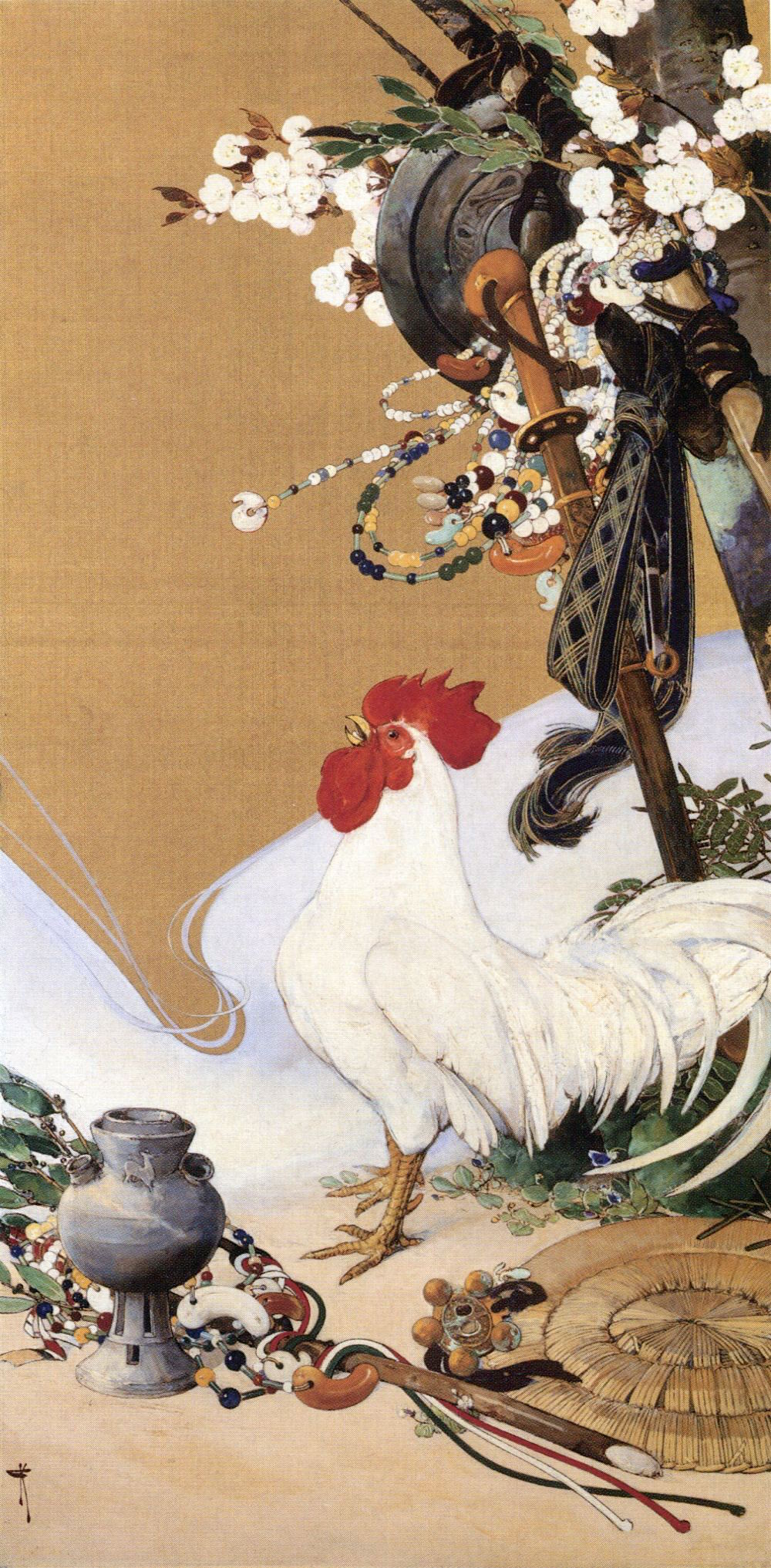
Kawamura Kiyoo, 1929. Le coq blanc. Huile sur tissu (soie ?), H. 147 cm. Musée d'Orsay